# Liberté provisoire
Liberté provisoire es una película del año 2008 dirigida por Naoufel Berraoui.

## Sinopsis
Después de pasar 20 años en la cárcel, un hombre recupera el botín y vuelve a su casa. Pero de camino conoce a una joven que le cambiará la vida para siempre…